# Segona divisió espanyola de futbol 1928-1929
La temporada 1928-29 de Segona Divisió va ser el primer campionat de Segona Divisió de la Lliga Espanyola de Futbol, que estava compost per dos grups:
- Grup A. Va funcionar com a segona categoria del futbol nacional, situada per sota de la Primera Divisió,
- Grup B. Va funcionar només durant aquesta temporada com a tercera categoria, per sota del grup A. Els dos primers ascendien al grup A, grup únic de Segona Divisió a partir de la següent temporada. La resta descendien a la Tercera Divisió, nova categoria de bronze.

El campió de Segona Divisió no ascendia directament, sinó que s'enfrontava a anada i volta en una promoció, enfront de l'últim club de Primera Divisió. El duel final va ser entre el Sevilla Fútbol Club i el Racing de Santander, resultant vencedor l'equip càntabre. La campanya 1928-29, juntament amb la 1983-84, va ser l'única en la qual el club vencedor de Segona no va ascendir a Primera.
El vencedor de Segona en el grup A aquest any va ser el Sevilla FC. En el grup B ho va ser la Cultural y Deportiva Leonesa.

## Sistema de competició
La Segona Divisió d'Espanya 1928/29 va estar organitzada per la Reial Federació Espanyola de Futbol.
Tots dos grups constaven d'un conjunt integrat per deu clubs de tota la geografia espanyola. Seguint un sistema de lliga, els deu equips de cada grup es van enfrontar tots contra tots en dues ocasions -una en camp propi i una altra en camp contrari- sumant un total de divuit jornades. L'ordre dels partits es va decidir per sorteig abans de començar la competició.
La classificació final es va establir conforme als punts obtinguts en cada enfrontament, a raó de dos per partit guanyat, un per empatat i cap en cas de derrota. Si en finalitzar el campionat dos equips sumaven la mateixa puntuació, els mecanismes establerts pel reglament per desempatar la classificació eren els següents:
1. Els resultats particulars entre els equips empatats (com si haguessin disputat una lligueta entre ells).
2. Si persistia l'empat, el que tingués el millor quocient de gols (mitjana entre el nombre de gols marcats i els rebuts).

En el grup A, l'equip que va acumular més punts al final del campionat es va proclamar campió de Segona Divisió i va disputar la promoció d'ascens contra l'últim classificat de la Primera Divisió d'aquella temporada. Aquesta promoció es va disputar a doble partit d'anada i volta, és a dir, un partit en el camp de cadascun dels contendents.
D'altra banda, els dos últims classificats van ser descendits a Tercera Divisió, que es va engegar la següent temporada.
En el grup B, els dos primers classificats van ascendir a l'únic grup de Segona Divisió per a la següent temporada. Els vuit equips restants van passar a la nova Tercera Divisió.

## Clubs participants i estadis
Deu equips van prendre part en cada grup en la temporada inaugural de la Segona Divisió espanyola:
Grup A
| Equip                      | Ciutat     | Estadi               | Aforament |
| -------------------------- | ---------- | -------------------- | --------- |
| Sevilla Foot-ball Club     | Sevilla    | Nervión              | 23.000    |
| Iberia Sport Club          | Zaragoza   | Camp de Torrero      | 8.000     |
| Club Esportiu Alabès       | Vitòria    | Mendizorroza         | -         |
| Real Sporting de Gijón     | Gijón      | Estadi El Molinón    | 6.000     |
| València Foot-ball Club    | València   | Mestalla             | 25.000    |
| Real Betis Balompié        | Sevilla    | Patronato Obrero     | 9.000     |
| Real Oviedo Foot-ball Club | Oviedo     | Teatinos             | -         |
| Deportivo de La Coruña     | La Corunya | Camp de Riazor       | -         |
| Real Club Celta            | Vigo       | Estadi de Balaidos   |           |
| Racing Club de Madrid      | Madrid     | Camp Martínez Campos | -         |

Grup B
| Equip                          | Ciutat               | Estadi                 | Aforament |
| ------------------------------ | -------------------- | ---------------------- | --------- |
| Cultural y Deportiva Leonesa   | Lleó                 | Camp de Guzmán         | -         |
| Real Murcia Foot-ball Club     | Murcia               | La Condomina           | -         |
| Club Esportiu Castelló         | Castelló de la Plana | Camp del Sequiol       | 6.000     |
| Gimnástica de Torrelavega      | Torrelavega          | El Malecón             | -         |
| Real Zaragoza Club Deportivo   | Zaragoza             | Camp la Torre de Bruil | -         |
| Real Valladolid Club de Fútbol | Valladolid           | Sociedad Taurina       | 4.000     |
| Club Atlético Osasuna          | Pamplona             | Camp de San Juan       | 20.000    |
| Tolosa Football Club           | Tolosa               | Berazubi               | -         |
| Baracaldo Foot-ball Club       | Baracaldo            | Lasesarre              | -         |
| Cartagena Futbol Club          | Cartagena            | Stadium Cartagenero    | -         |

### Ronda Prèvia - Grup B
Aquesta ronda es va disputar per determinar els dos clubs que acompanyarien a la Cultural Lleonesa, Murcia, Castelló, Gimnàstic, Zaragoza, Valladolid, Osasuna i Cartagena en el grup B.
El sistema de competició va consistir en anar eliminant als equips que perdessin dos partits. Previ sorteig, es jugaven tantes jornades com fos necessari fins que quedessin dos clubs. No es podia repetir enfrontaments en les diferents eliminatòries.
Els clubs que es van incloure al grup B van ser el Barakaldo CF i el Tolosa CF.

## Grup A

### Classificació final
|  |     | Equips de futbol           | PJ | G | E | P  | GF | GC | Dif | Pts |
|  | --- | -------------------------- | -- | - | - | -- | -- | -- | --- | --- |
|  | 1.  | Sevilla FC                 | 18 | 8 | 6 | 4  | 35 | 24 | +11 | 22  |
|  | 2.  | Iberia SC                  | 18 | 8 | 5 | 5  | 33 | 28 | +5  | 21  |
|  | 3.  | CD Alabès                  | 18 | 7 | 6 | 5  | 28 | 21 | +7  | 20  |
|  | 4.  | Real Sporting de Gijón     | 18 | 7 | 5 | 6  | 41 | 35 | +6  | 19  |
|  | 5.  | València FC                | 18 | 8 | 3 | 7  | 33 | 31 | +2  | 19  |
|  | 6.  | Reial Betis Balompié       | 18 | 7 | 4 | 7  | 35 | 36 | -1  | 18  |
|  | 7.  | Real Oviedo FC             | 18 | 7 | 3 | 8  | 43 | 39 | +4  | 17  |
|  | 8.  | RC Deportivo de La Corunya | 18 | 6 | 4 | 8  | 27 | 37 | -10 | 16  |
|  | 9.  | RC Celta de Vigo           | 18 | 4 | 7 | 7  | 31 | 38 | -7  | 15  |
|  | 10. | Racing Club de Madrid      | 18 | 6 | 1 | 11 | 31 | 47 | -16 | 13  |

Pts. = Punts; P. J. = Partits jugats; G. = Partits guanyats; I. = Partits empatats; P. = Partits perduts; G. F. = Gols a favor; G. C. = Gols en contra; Dif. = Diferència de gols
|  | Classificat per a la Promoció d'ascens a primera divisió |
|  | Descendeix a Tercera Divisió                             |

### Resultats
|                           | Ala | Bet | Cel | Dep | Ibe | Ovi | Rac | Sev | Spo | Val |
| Deportivo Alavés          |     | 1:1 | 1:1 | 3:1 | 1:1 | 3:1 | 1:0 | 1:1 | 6:0 | 1:0 |
| Real Betis Balompié       | 3:2 |     | 3:1 | 8:0 | 1:1 | 3:2 | 1:4 | 2:1 | 3:1 | 1:1 |
| RC Celta de Vigo          | 1:1 | 3:1 |     | 1:1 | 2:2 | 3:3 | 6:0 | 3:2 | 1:1 | 2:1 |
| RC Deportivo de la Coruña | 0:1 | 0:0 | 4:2 |     | 3:0 | 1:1 | 5:2 | 2:2 | 1:0 | 2:0 |
| Iberia SC                 | 1:2 | 3:2 | 1:0 | 2:1 |     | 2:0 | 3:2 | 1:0 | 3:3 | 3:1 |
| Reial Oviedo              | 2:1 | 3:1 | 5:0 | 3:1 | 2:1 |     | 4:2 | 2:2 | 6:2 | 1:2 |
| Racing Club               | 3:2 | 1:2 | 2:1 | 1:4 | 0:4 | 3:2 |     | 1:1 | 4:0 | 4:3 |
| Sevilla FC                | 1:0 | 3:0 | 2:2 | 2:0 | 3:1 | 5:2 | 2:1 |     | 1:0 | 4:2 |
| Sporting de Gijón         | 1:1 | 6:2 | 5:0 | 7:0 | 2:2 | 3:2 | 5:1 | 2:1 |     | 3:1 |
| Valencia FC               | 3:0 | 3:1 | 3:2 | 2:1 | 3:2 | 4:2 | 2:0 | 2:2 | 0:0 |     |

### Promoció
El sistema establia un partit d'anada i volta entre el campió de Segona (Sevilla) i el cuer de Primera (Racing).
- Sevilla FC contra Racing de Santander: 2-1
- Racing de Santander contra Sevilla FC: 2-0

Amb una victòria en el global (2-3) del Racing, el Sevilla no va poder ascendir, malgrat haver estat el campió de Segona.

## Grup B

### Classificació final
|  | Pos. | Equips de futbol          | P. J. | G. | I. | P. | G. F. | G. C. | Dif. | Pts. |
|  | ---- | ------------------------- | ----- | -- | -- | -- | ----- | ----- | ---- | ---- |
|  | 1.   | Cultural Lleonesa         | 18    | 13 | 0  | 5  | 55    | 31    | 24   | 26   |
|  | 2.   | Real Murcia FC            | 18    | 11 | 2  | 5  | 56    | 37    | 19   | 24   |
|  | 3.   | CE Castelló               | 18    | 11 | 1  | 6  | 54    | 34    | 20   | 23   |
|  | 4.   | Gimnàstica de Torrelavega | 18    | 8  | 4  | 6  | 35    | 38    | -3   | 20   |
|  | 5.   | Zaragoza CD               | 18    | 9  | 2  | 7  | 45    | 41    | 4    | 20   |
|  | 6.   | Reial Valladolid          | 18    | 9  | 1  | 8  | 44    | 46    | -2   | 19   |
|  | 7.   | Atlètic Osasuna           | 18    | 6  | 3  | 9  | 35    | 41    | -6   | 15   |
|  | 8.   | Tolosa FC                 | 18    | 5  | 2  | 11 | 26    | 46    | -20  | 12   |
|  | 9.   | Baracaldo FC              | 18    | 4  | 3  | 11 | 34    | 50    | -16  | 11   |
|  | 10.  | Cartagena FC              | 18    | 3  | 4  | 11 | 24    | 44    | -20  | 10   |

J = Partits jugats; G = Partits bestiars; I = Partits empatats; P = Partits perduts; GF = Gols a favor; GC = Gols en contra; DG = Diferencia de gols; Pts = Punts
|  | Ascendeix a Segona Divisió (equivalent al Grup A aquella temporada)   |
|  | Descendeix a Tercera Divisió (equivalent al Grup B aquella temporada) |

### Resultats
|                           | Bar | Car | Cas | Cul | Gim | Mur | Osa | Tol | Val | Zar |
| Baracaldo FC              |     | 2:2 | 1:2 | 2:3 | 0:0 | 3:4 | 3:1 | 7:0 | 3:0 | 2:1 |
| Cartagena FC              | 2:2 |     | 0:2 | 1:3 | 0:0 | 1:1 | 5:1 | 1:0 | 5:2 | 1:3 |
| CE Castelló               | 6:2 | 6:0 |     | 5:3 | 4:1 | 4:3 | 2:2 | 5:0 | 3:1 | 6:1 |
| Cultural Leonesa          | 4:1 | 4:0 | 4:0 |     | 3:0 | 4:1 | 3:2 | 5:1 | 5:1 | 3:2 |
| Gimnástica de Torrelavega | 5:0 | 3:1 | 3:2 | 3:2 |     | 3:2 | 2:2 | 1:1 | 3:0 | 5:1 |
| Real Murcia FC            | 4:0 | 2:1 | 1:2 | 2:1 | 7:2 |     | 6:0 | 4:1 | 5:3 | 5:1 |
| Club Atlético Osasuna     | 5:2 | 3:2 | 3:1 | 0:3 | 3:0 | 1:2 |     | 0:0 | 4:0 | 1:2 |
| Tolosa FC                 | 5:1 | 1:0 | 3:2 | 4:1 | 7:1 | 0:2 | 1:5 |     | 2:3 | 0:2 |
| Reial Valladolid          | 2:1 | 2:1 | 4:2 | 0:2 | 3:2 | 7:2 | 5:1 | 3:0 |     | 6:3 |
| Zaragoza CD               | 4:2 | 7:1 | 2:0 | 6:2 | 0:1 | 3:3 | 2:1 | 3:0 | 2:2 |     |

## Resum
Campió de Segona Divisió
| - Sevilla Foot-ball Club |

Ascendeixen a Primera divisió:
| - No va haver-hi ascensos (el Sevilla va perdre enfront del Racing de Santander en partit de promoció) |

Ascendeixen a Segona divisió:
| - Cultural Lleonesa | - Real Murcia FC |

Descendeixen a Tercera divisió: 
| Grup A - Celta de Vigo - Racing Club de Madrid | Grup B - CE Castelló - Gimnàstica de Torrelavega - Zaragoza CD - Reial Valladolid - Atlètic Osasuna - Tolosa FC - Baracaldo FC - Cartagena FC |